# Oskar Speck
Pour les articles homonymes, voir Oskar Speck (historien).

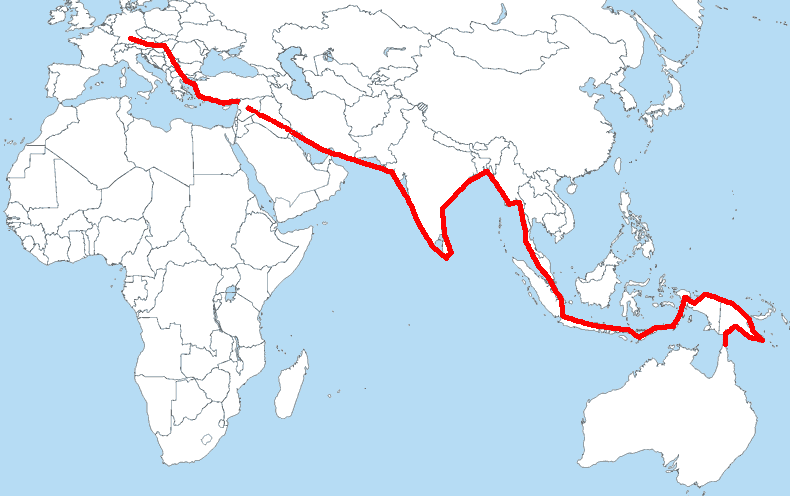
Trajet approximatif du voyage en kayak d'Oskar Speck

Oskar Speck, né en 1907 et mort en 1995, est un kayakiste allemand connu pour avoir pagayé d'Allemagne jusqu'en Australie (environ 50 000 kilomètres) avec un kayak démontable entre 1932 et 1939.

## Biographie
Speck était entrepreneur dans l'électricité à Hambourg. Il perdit son entreprise et son emploi à la suite de la crise économique de la République de Weimar. En 1932, âgé de 25 ans, il quitta l'Allemagne dans l'intention de chercher un emploi dans les mines de cuivre de Chypre. En route, il changea ses plans et décida de « découvrir le monde » en voyageant vers l'Australie. En 1939, il parvint en Australie mais fut emprisonné comme ennemi étranger jusqu'à la fin de la Seconde Guerre mondiale. Libéré en 1945, il s'installa en Australie et travaillera dans les mines d'opale de Lightning Ridge, avant de déménager à Sydney où il s'établit avec succès comme marchand d'opale. Après sa mort, et celle de sa compagne Nancy Steel, les équipements et les documents de son périple ont été légués au Musée national de la marine de Sydney.

## Expédition en kayak
Son embarcation était un kayak démontable Pionier Faltboot-Werft à deux places, pesant 30 kg et mesurant 5,5 m de long, avec une structure en bois, équipé d'un gouvernail (contrôlé par les pieds) et d'une petite voile (4,9 m2). Durant son périple, le fabricant allemand répara l'enveloppe extérieure puis lui offrit quatre kayaks de remplacement. Avec une charge totale d'environ 300 kg, et propulsé par un seul pagayeur, la vitesse moyenne était de 3 nœuds (6 km/h). Speck était équipé notamment d'une pagaie de secours, d'un compas de relèvement, de cartes marines, et de « pilotes côtiers » qui présentaient tous les amers du paysage côtier. Il transportait deux sacs étanches (appareils photo, vêtements), une tente démontable et des conteneurs à eau (total 20 litres).
Il prit le départ de la ville de Ulm (Allemagne) le 13 mai 1932, descendit le fleuve Danube et passa la ville de Vienne, puis les dangereuses Portes de Fer. Le long de la frontière bulgaro-yougoslave, il quitta le Danube pour prendre la rivière Vardar, et atteignit la ville de Vélès (Macédonie) où il fut bloqué pendant 5 mois (réparations, rivière gelée). Il traversa ensuite la Grèce, et parvint à la mer depuis la ville de Thessalonique, puis il passa par les îles Andros et Kastelórizo. Il contourna Chypre, par les villes de Limassol et Larnaca. Il décida de ne pas emprunter la route de Suez (trop monotone), et accosta donc en Syrie pour prendre un bus vers la ville de Tell Meskene, sur le fleuve Euphrate. En descendant ce fleuve, il traversa les villes de Falloujah et Bassorah (actuel Irak). Il longea ensuite la côte Est du golfe Persique, passant la ville de Bandar Abbas (Iran), puis Gwadar (Balouchistan). Il longea ensuite toute la péninsule indienne, et atteint la ville de Colombo (Sri Lanka) le 13 mai 1935. Il continua vers les villes de Rangoon et Mergui (Birmanie), puis il change de kayak à Singapour. Il longea ensuite l'île de Sumatra, passa par Surabaya et Lombok (Indonésie), puis les îles Kissar, Lakor et Sermata (Moluques du Sud-Ouest. Il changea encore de kayak à Saumlaki, continua vers les îles Kai puis fit le tour de la Nouvelle-Guinée en passant par les villes de Hollandia, Madang et Port Moresby. Il atterrit sur la plage de Saibai, petite île à l'extrême nord de l'Australie, le 20 septembre 1939, avec un petit drapeau portant la croix gammée à la proue de son kayak.